# Taxolo
Il taxolo (o tassolo) è un principio attivo utilizzato nella chemioterapia del cancro per impedire la divisione delle cellule tumorali agendo sulla depolimerizzazione dei microtubuli.

## Storia
Scoperto nel 1967 da Monroe Wall e Mansukh Wani, che lo isolarono dalla corteccia del tasso del Pacifico (Taxus brevifolia), il taxolo fu sviluppato commercialmente dalla Bristol-Myers Squibb, che ne cambiò il nome in paclitaxel, commercializzandolo come Taxol. In questa formulazione, la molecola è disciolta in Cremophor EL ed etanolo. 
Una nuova formulazione, denominata Abraxane, consiste della stessa molecola legata all'albumina.

## Meccanismo d'azione
Il meccanismo d'azione del taxolo consiste nell'alterazione dell'equilibrio di polimerizzazione/depolimerizzazione dei microtubuli cellulari, causando la formazione di strutture microtubulari altamente stabili, con conseguente inibizione della mitosi della cellula (che richiede la dissoluzione dei microtubuli per la successiva formazione del fuso mitotico).

## Indicazioni
Il taxolo è utilizzato per trattare pazienti con carcinoma del polmone, della mammella, della regione testa-collo, delle forme avanzate del sarcoma di Kaposi, e dei tumori ginecologici (cervice, endometrio, ovaio). Il taxolo oggi è utilizzato anche per prevenire recidive di stenosi (restenosi).